# Веллсвілл (селище, Нью-Йорк)
Веллсвілл (англ. Wellsville) — селище (англ. village) в США, в окрузі Аллегені штату Нью-Йорк. Населення — 4587 осіб (2020).

## Географія
Веллсвілл розташований за координатами 42°7′15″ пн. ш. 77°56′45″ зх. д. / 42.12083° пн. ш. 77.94583° зх. д. (42.120705, -77.945730).  За даними Бюро перепису населення США в 2010 році селище мало площу 6,28 км², уся площа — суходіл.

## Демографія
Згідно з переписом 2010 року, у селищі мешкало 4679 осіб у 2079 домогосподарствах у складі 1130 родин. Густота населення становила 745 осіб/км².  Було 2325 помешкань (370/км²).
Расовий склад населення:
| - 96,6 % — білих - 0,9 % — азіатів - 0,6 % — чорних або афроамериканців - 0,3 % — корінних американців |

До двох чи більше рас належало 1,1 %. Частка іспаномовних становила 1,1 % від усіх жителів.
За віковим діапазоном населення розподілялося таким чином: 23,2 % — особи молодші 18 років, 58,2 % — особи у віці 18—64 років, 18,6 % — особи у віці 65 років та старші. Медіана віку мешканця становила 41,4 року. На 100 осіб жіночої статі у селищі припадало 88,9 чоловіків;  на 100 жінок у віці від 18 років та старших — 86,6 чоловіків також старших 18 років.
Середній дохід на одне домашнє господарство  становив 50 489 доларів США (медіана — 39 068), а середній дохід на одну сім'ю — 57 958 доларів (медіана — 44 491). Медіана доходів становила 48 947 доларів для чоловіків та 28 108 доларів для жінок. За межею бідності перебувало 21,1 % осіб, у тому числі 33,2 % дітей у віці до 18 років та 8,3 % осіб у віці 65 років та старших.
Цивільне працевлаштоване населення становило 1914 осіб. Основні галузі зайнятості: освіта, охорона здоров'я та соціальна допомога — 35,2 %, виробництво — 13,0 %, мистецтво, розваги та відпочинок — 12,4 %.